# Агастат
Агастат — гора на Південному Уралі. Вона знаходиться в Республіці Башкортостан, Учалинский район. З заходу протікає річка Табилгашти.
Гора розташована за 25 км від р. Бєлорєцька. Входить до складу гірського хребта Уралтау. Простягається з північного сходу на південний захід. Має плоску, зарослу лісом вершину і крутий південний схил.
Складена зі сланців, кварцитів максютовского метаморфічного комплексу, суваняцького метаморфічного комплексу, граніт венда.
В тектонічному відношенні належить до Уралтайської зони.
Рослинність: на схилах і похилій вершині ростуть ліси з сосни й берези на дерново-підзолистих і сірих лісових гірських ґрунтах.